# Гаррі Артер
Гарольд Ніколас Артер (англ. Harry Nicholas Arter, нар. 28 грудня 1989, Сідкап, Англія) — ірландський футболіст, півзахисник команди «Борнмут» та збірної Ірландії.
Вихованець юнацької футбольної академії «Чарльтон Атлетік». 7 червня 2010 року уклав угоду з клубом «Борнмут».